# Africada alveolar sorda
La consonante africada alveolar sorda es un sonido consonántico muy frecuente en muchas lenguas. Su símbolo en el alfabeto fonético internacional es ⟨t͡s⟩ o ⟨t͜s⟩ (anteriormente [ʦ]), la unión entre una t y una s.

## Características

La zona de articulación de esta consonante está indicada con el número 6.

- Su modo de articulación es africado, lo que significa que se produce primero una oclusión, al impedir el paso del aire, y después dejándolo pasar repentinamente a través de una vía estrecha causando una fricación.
- Su punto de articulación es alveolar, lo que significa que se articula con la parte delantera de la lengua contra la cresta alveolar.
- Su fonación es sorda, lo que significa que se produce sin la vibración de las cuerdas vocales.
- Es una consonante oral, lo que significa que el aire se escapa solo por la boca.
- Es una consonante central, lo que significa que se produce dejando el aire pasar por encima de la parte media de la lengua, más que por los lados.

## Transcripción
El Alfabeto fonético internacional usa dos caracteres unidos para representar este sonido: ts. Pueden estar unidos con un arco (t͡s).
- Datos: Q862614